# Spirostreptus glieschi
Spirostreptus glieschi är en mångfotingart som beskrevs av Christoph D. Schubart 1960. Spirostreptus glieschi ingår i släktet Spirostreptus och familjen Spirostreptidae. Inga underarter finns listade i Catalogue of Life.